# Републикански път III-5524
Републикански път IIІ-5524 е третокласен път, част от Републиканската пътна мрежа на България, преминаващ изцяло по територията на Габровска област, Община Габрово. Дължината му е 9,2 km. Номерацията на пътя е едно от малкото изключения от правилото за номериране на пътищата от Републиканската пътна мрежа на България, тъй като той трябва да е дясно разклонение на Републикански път III-552, а на практика е дясно разклонение на Републикански път III-5522.
Пътят се отклонява надясно при 10,4 km на Републикански път III-5522 и ляво отклонение на Републикански път I-5 при неговия 139,4 km в южната част на село Донино и се насочва на югоизток през северната част на Габровските височини. Минава последователно през малките села Болтата, Черневци и Трапесковци и завършва в центъра на село Боженците.
| Пътища, отклоняващи се надясно (населено място, № на пътя, посока на пътя) | km  | Пътища, отклоняващи се наляво (посока на пътя, № на пътя, населено място) |
| -------------------------------------------------------------------------- | --- | ------------------------------------------------------------------------- |
| Община Габрово, I-5, 139,4 km, с. Донино ← III-5522 10,4 km, с. Донино →   | 0,0 | ← с. Донино, 139,4 km, I-5, Община Габрово .                              |
|                                                                            | 0,9 | → общински път (за с. Беломъжите)                                         |
|                                                                            | 2,2 | → общински път (за с. Харачерите)                                         |
|                                                                            | 3   | → общински път (за с. Съботковци)                                         |
| с. Болтата                                                                 | 3,6 | с. Болтата                                                                |
|                                                                            | 4,3 | → общински път (за с. Цвятковци)                                          |
| (за с. Вълков дол) общински път ←                                          | 4,6 |                                                                           |
|                                                                            | 4,7 | → общински път (за с. Редешковци)                                         |
| с. Черневци                                                                | 6,1 | с. Черневци                                                               |
| с. Трапесковци                                                             | 7,5 | с. Трапесковци                                                            |
| с. Боженците                                                               | 9,2 | с. Боженците                                                              |